# Kurt Burkhardt
Kurt Burkhardt (* 29. November 1915 in Kriebitzsch bei Altenburg; † 23. März 1993) war ein deutscher Politiker und Funktionär der DDR-Blockpartei DBD.  Er war Vorsitzender des Bezirksvorstandes Halle der DBD sowie Abgeordneter der Volks- und Länderkammer der DDR.

## Leben
Burkhardt, Sohn eines Bergmanns, besuchte die Volksschule und  erlernte von 1930 bis 1934 den Beruf des Bauschlossers. Anschließend war er in diesem Beruf tätig. Nach seinem Militärdienst nahm er am Zweiten Weltkrieg teil und geriet in Kriegsgefangenschaft. 
Nach seiner Entlassung war er 1945 zunächst als Landarbeiter tätig, bekam dann eine Neubauernstelle in Neutz (Saalkreis). 1945 trat er der Vereinigung der gegenseitigen Bauernhilfe bei, 1948 der Demokratischen Bauernpartei Deutschlands (DBD). 1954 wurde er Mitglied des Freien Deutschen Gewerkschaftsbundes.
1949 wurde er Vorsitzender der Ortsgruppe Neutz der DBD, von 1950 bis 1952 war er Vorsitzender des Kreisvorstandes Halle/Saalkreis. 1950 besuchte Burkhardt die Landesparteischule der DBD, 1951 die Zentrale Parteischule der DBD. Im Jahr 1952 war er einer der ersten, der in Neutz eine Landwirtschaftliche Produktionsgenossenschaft (LPG) gründete. Von 1952 bis 1960 und erneut von 1966 bis 1971 war er Vorsitzender des Bezirksvorstandes Halle der DBD. Von 1956 bis 1958 studierte Burkhardt im Fernstudium Landwirtschaftswissenschaften, 1963/1964 Gesellschaftswissenschaften.
Von 1953 bis 1982 gehörte Burkhardt als Mitglied dem Parteivorstand der DBD an, war von 1960 bis 1967 auch Mitglied seines Präsidiums sowie von 1960 bis 1966 auch Mitglied des Sekretariats des Präsidiums, dort zuständig für die Hauptabteilung Organisation. 1982 wurde er Mitglied des DBD-Parteischiedsgerichts.
Von 1954 bis 1960 war Burkhardt Abgeordneter des Bezirkstages Halle sowie von 1954 bis 1958 Abgeordneter der Länderkammer und dort Vorsitzender der DBD-Fraktion. Von 1963 bis 1971 war er Abgeordneter der Volkskammer und dort Mitglied des Ausschusses für Haushalt und Finanzen. Als Veteran in Neutz wurde er 1985 mit dem Vaterländischen Verdienstorden in Gold ausgezeichnet.

## Schriften
- Der Beitrag der DBD zur erfolgreichen Verwirklichung unseres Arbeiter-und-Bauern-Staates. In: Die nationale Bedeutung der Agrarpolitik der SED. 20 Jahre demokratische Bodenreform. Teil 2. Hrsg. von der Parteihochschule „Karl Marx“ beim ZK der SED, Berlin 1965.

## Auszeichnungen
- Vaterländischer Verdienstorden in Silber (1958) und in Gold (1985)
- Verdienstmedaille der DDR
- Ernst-Moritz-Arndt-Medaille
- Ehrennadel der Gesellschaft für Deutsch-Sowjetische Freundschaft in Gold